# Вукова награда
Вукову награду од 1964. године додељује Културно-просветна заједница Србије за „нарочите резултате остварене у стваралачком раду на ширењу културе, образовања и науке у Републици Србији и на свесрпском културном простору“. Награда се састоји од дипломе, плакете и новчаног износа.

## Добитници
- Награда је 22. фебруара 2008. додељена 44. пут, за 2007. годину. Добитници су били музички уметник Урош Дојчиновић, драмска уметница Рада Ђуричин, редитељ и писац Петар Зец, психијатар и књижевник академик Владета Јеротић, балетски уметник Константин Костјуков, композитор Рајко Максимовић, академски сликар графичар Добрило Николић, књижевник Слободан Павићевић, књижевник и драматург Радомир Путник и књижевник академик Љубомир Симовић. Изузетну Вукову награду добио је академик Мирослав Пантић.[1]
- Награда је фебруара 2009. додељена 45. пут, за 2008. годину. Добитници су били Академија уметности у Београду, Драгослав Павле Аксентијевић, екипа емисије Заборављени умови Србије - РТС, Ђорђе Малавразић, мати Февронија, Милосав Буца Мирковић, Душан Радић, Слободан Ракитић, Сава Стојков и Миодраг Ћупић. Изузетна Вукова награда додељена је Универзитету у Београду.[2]
- Награда је 18. фебруара 2010. додељена 46. пут, за 2009. годину. Добитници су били Ансамбл Ренесанс, глумац Радош Бајић, историчар Жарко Димић, организатори манифестације Драгачевски сабор трубача, књижевници Љубиша Ђидић, Драган Лакићевић и Љиљана Хабјановић Ђуровић, вајарка Олга Јеврић, научник Ненад Љубинковић и Универзитет Мегатренд.
- Награда је 10. фебруара 2011. додељена 47. пут, за 2010. годину. Добитници су били песник из Врбаса Благоје Баковић, сликар Владимир Величковић, композитор Иван Јевтић, уметнички фотограф из Врбаса Рајко Каришић, професор Универзитета уметности у Београду др Љиљана Мркић Поповић, диригент Милован Панчић, историчар Чедомир Попов, публициста др Слободан Ристановић, театролог Јован Ћирилов и Кућа Ђуре Јакшића у Београду.[3]
- Награда је фебруара 2012. додељена 48. пут, за 2011. годину. Добитници су били Задужбина Доситеј Обрадовић, Синиша Ковачевић, Негосава Нена Кунијевић, Предраг Бајо Луковић, Радован Бели Марковић, Милисав Миленковић, Душан Миловановић, Петар Сарић, Гојко Тешић и Милош Шобајић. Изузетна Вукова награда за 2011. годину додељена је Уметничкој ливници „Вождовац“ браће Јеремић.[4]
- Награда је 26. децембра 2012. додељена 49. пут, за 2012. годину. Добитници су били Марија Бишоф, издавачка кућа „Православна реч“ из Новог Сада, Бојан Јовановић, Славица Михаиловић, основна школа „Лазар Саватић“ из Земуна, Угљеша Рајчевић, Селимир Радуловић, Драгана Типсаревић, Момчило Моша Тодоровић и Миладин Шеварлић. Изузетна Вукова награда је додељена Манојлу Вукотићу, Рашку Јовановићу и Ђорђу Кадијевићу.[5]
- Награда је 9. децембра 2013. додељена 50. пут, за 2013. годину. Добитници су били писци Радомир Андрић, Коста Димитријевић, Гроздана Комадинић и Мошо Одаловић, сликари Момчило Антоновић, Владан Радовановић, драмски уметник Соња Јауковић, протојереј ставрофор Сава Б. Јовић, виолиниста мр Драгутин Богосављевић и историчар Салих Селимовић. Изузетне Вукове награде добили су Карловачка гимназија и писци Лаза Лазић и Лаза Чурчић. О овим признањима одлучивао је жири у саставу Светислав Божић (председник), Милован Витезовић, Жарко Димић, Бора Дугић, Рада Ђуричин, Драган Мраовић, Љубивоје Ршумовић, др Дарко Танасковић и Радован Мића Трнавац.[6]
- Награда је 13. фебруара 2015. додељена 51. пут, за 2014. годину. Добитници су били виолиниста Јован Колунџија, књижевници Србољуб Игњатовић и Драган Станић, етнолог Босиљка Росић, редитељ Славенко Салетовић, етномузиколог Нице Фрациле, издавач Жарко Чигоја, народни гуслар Бошко Вујачић и основна школа „Краљ Милутин“ из Грачанице. Изузетне Вукове награде добили су архитекта Михајло Митровић, филолог Дарко Танасковић и компанија „Мона“.[7]
- Награда је 8. фебруара 2016. додељена 52. пут, за 2015. годину. Добитници су били редитељ проф. др Предраг Бајчетић из Београда, књижевник Јанко Вујиновић (Београд), новинар, публициста и писац Борко Гвозденовић, књижевник проф. др Драгутин Ђукић (Чачак), Српски културни центар „Свети Сава“ (Суботица), диригент проф. Бојан Суђић (Београд), књижевник Мирослав Тохољ (Београд), академски сликар Радован Мића Трнавац (Београд), публициста и посленик културе проф. Драгослав Ћетковић (Београд) и новинар, публицист Миомир Филиповић (Сремска Митровица). Изузетне Вукове награде добили су књижевник, академик Матија Бећковић, оперска уметница мр Јадранка Јовановић и Гимназија у Крушевцу.[8]
- Награда је 8. фебруара 2017. додељена 53. пут, за 2016. годину. Добитници су били композитор и музички педагог Мирољуб Аранђеловић Расински, теолог Драган Вукић, ОШ „Браћа Аксић” у Липљану, диригент мр Ђорђе Павловић, историчар уметности и директор Народног музеја у Чачку Делфина Рајић, молекуларни биолог проф. др Елизабета Ристановић, културни посленик и председник општине Александровац др Југослав Д. Стајковац, драмска уметница Љиљана Стјепановић, ликовна уметница Загорка Стојановић и драмски писац Миладин Шеварлић. Изузетну Вукову награду добили су Гимназија „Вељко Петровић” у Сомбору, књижевник и научник др Миодраг Матицки и Народно позориште Ужице, док је Повеља за активности на очувању културног и националног идентитета српског народа у Црној Гори припала Српском националном савјету Црне Горе.[9]
- Награда је 6. фебруара 2018. додељена 54. пут, за 2017. годину. Добитници су сликар Драган Бартула (Лозница), привредник и мецена културе Бранислав Баћовић (Београд), директору Народног музеја у Ужицу Никола Гогић, Дечији културни центар у Београду, музејски саветники Драган Драшковић (Краљево), директор Градске библиотеке Новог Сада Драган Којић, сликар и графичар Боривој Попржан (Нови Сад), управник Народног позоришта у Београду, диригент Дејан Савић, књижевник Јовиша М. Славковић (Гуча) и новинар РТС-а Бранко Станковић (Београд). Изузетне Вукове награде за 2017. добили су Богословија Светог Кирила и Методија (Призрен), Галерија Матице српске (Нови Сад) и оперска дива Милка Стојановић.[10][11]
- Награда је додељена 55. пут, за 2018. годину. Добитници су: народни уметник Предраг Живковић Тозовац, филмски уметник Божидар Зечевић, привредник и мецена културе Милутин Игњатовић, музички уметник проф. Смиљка Исаковић, вајар и сликар мр Лепосава Милошевић Сибиновић, вајар, сликар, графички дизајнер Мирко Мркић Острошки, Народна библиотека „Ресавска школа” из Деспотовца, драмски писац и редитељ Братислав Петковић, „Политикин забавник”, професор Филолошког факултета др Бошко Сувајџић. Добитници Изузетне Вукове награде су: књижевник Перо Зубац, Митровачка гимназија (Сремска Митровица) и Пољопривредна школа са Домом ученика „Соња Маринковић” (Пожаревац).[12]
- Награда је 5. фебруара 2020. додељена 56. пут, за 2019. годину. Награђени су филмски уметник Радослав Зеленовић, сликари Драган Мартиновић Мартин и Слободанка Ракић Шефер, археолог Јелена Боровић Димић, књижевници Милош Јанковић и Душко М. Петровићу, редитељ Мирослав Мики Алексић, политиколог Јасмина Нинков, композитор Миња Субота и драмска уметница Гордана Ђурђевић Димић. Добитници Изузетне Вукове награде су књижевник Ђорђо Сладоје, историчар антике Бојана Борић Брешковић, пожаревачка Школа за основно и средње музичко образовање „Стеван Мокрањац”, Сабор фрулаша „Ој Мораво” који се одржава у Прислоници и Основна школа „Бранко Радичевић” из Стапара.[13]
- Награда је 25. фебруара 2021. додељена 57. пут, за 2020. годину. Награђени су академски сликар Миладин Микан Аничић, академик и историчар књижевности Злата Бојовић, академски сликар Љиљана Бурсаћ, књижевник и преводилац др Зоран Ђерић, музиколог др Гордана Крајачић, историчар др Небојша Кузмановић, глумица Вјера Мујовић, композитор Немања Савић, научни радник Светомир Стаменковић и књижевник Слободан Станишић. Изузетну Вукову награду добили су Градска библиотека Нови Сад, Карић фондација и Међуопштински историјски архив из Чачка. Повељу за 2020. годину добили су уредник и водитељ Јасмина Никитовић Стојичић и публициста Милијан Стојанић.[14]
- Награда је додељена 58. пут за 2021. годину. Награђени су књижевник и публициста проф. др Стојан Бербер, књижевница и новинарка Душица Милановић, Народни оркестар РТС, ликовни уметник Божидар Плазинић, књижевник и драмски писац Стојан Срдић, историчар уметности и ликовни критичар Сава Степанов, музејска саветница и кустос Славица Стефановић, књижевник и издавач Ратко Стоиљковић, академски сликар Добри Стојановић, режисер, сценариста и афористичар Милан Шарац. Изузетну Вукову награду добили су књижевни критичар и теоретичару проф. др Јован Делић, књижевни историчар и теоретичар проф. емеритусу др Душан Иванић, историчар и културни посленик проф. др Предраг Ј. Марковић, затим овим признањем награђене су и институције Гимназија „Жарко Зрењанин” у Врбасу, Српски национални савјет Црне Горе у Подгорици и часопис „Борба” из Београда.[15]
- Награда је додељена 59. пут за 2022. годину. Награђени су доктор методике и математике Војислав Андрић, књижевник др Миливоје Р. Јовановић, књижевник Луне Левајац, професорка српског језика и књижевности др Лидија Неранџић Чанда, сликар Павле Поповић, композитор Радивоје Раде Радивојевић, књижевник и публициста Живојин Ракочевић, писац, сценариста и композитор Ђорђе Сибиновић, књижевник др Момчило Спасојевић Челинац и дугогодишњи директор Народног позоришта у Ужицу Зоран Стаматовић. Извршни одбор Културно-просветне заједнице Србије донео је одлуку да Изузетну Вукову награду за 2022. године добију књижевник и сценариста из Црне Горе Новица Ђурић и лингвиста др Милош Ковачевић. Изузетну Вукову награду за 2022. годину добили су Математичко друштво Архимедес, Народна библиотека Осечина, Српска читаоница у Иригу, као и манифестација Белводска розета.[16]
- Награда је додељена 60. пут за 2023. годину. Награђени су социолог културе Зоран Аврамовић, филмски редитељ Драгољуб Драган Елчић, новинар и публициста Милорад Вучелић, библиотека Љубомир Ненадовић из Ваљева, писци Мирослав Алексић, Зоран Богнар и Миомир Нешић, као и уметнички фотограф Станко Костић, вајари Љубиша Манчић и Милутин Ранковић, библиотекар Жаклина Николић, историчар књижевности др Жанета Ђукић Перишић, др Александар Ристовић, историчар, и музички уметници браћа Теофиловић.[17]